# Manal
Pour les articles homonymes, voir Manal (chanteuse).
Manal est un groupe de blues et rock argentin, originaire de Buenos Aires. Pendant son existence, il intègre Alejandro Medina (basse, chant, claviers), Claudio Gabis (guitare, harmonica, piano, orgue) et Javier Martínez (batterie, chant). Avec Los Gatos et Almendra, il est considéré comme l'un des pionniers du rock argentin, pilier du genre en Amérique du Sud, également considéré meilleur groupe de blues en espagnol et premier du genre chantant en castillan. Son premier album, Manal, est considéré comme ol'un des meilleurs dans le genre rock argentin,,.
Leur style musical reprend divers genres issus de la musique afro-américaine : blues, rhythm and blues, soul, rock and roll, cool, bebop, et d'autres genres comme le tango et le candombe. En 1980 le trio se réunit pour une série de concerts à Buenos Aires et pour un troisième album, Reunión.
Plus de trente ans après sa première séparation, le groupe revient avec sa formation originale : Medina, Gabis et Martínez, pour jouer un concert privé le 1er octobre 2014.

## Biographie

### Origines
Claudio Gabis et Alejandro Medina se rencontrent lors d'une fête dans une maison à San Telmo. Gabis jouait dans son groupe appelé Bubblin Awe, et Medina faisait de même au sein de son groupe, The Seasons. Peu de temps après, en 1967, pendant l'événement Beat Beat Beatles organisé par l'Instituto Di Tella, Gabis entre en contact avec Javier Martínez qui jouait avec son groupe. Au milieu des années 1960, Martinez avait formé le groupe Los Beatniks avec Moris et Pajarito Zaguri, qui éditeront le single Rebelde/No finjas más, en édition limitée.
À la fin 1967, le groupe de Gabis se sépare, et Martinez quitte le sien ; les deux décident alors de créer un groupe de blues, mais avec des paroles en espagnol, comme proposé par Martinez. Le projet commence à se solidifier en 1968 après l'arrivée du bassiste Alejandro Medina, doté d'une grande expérience et d'une maîtrise de l'instrument. Initialement, les trois se réunissent pour former le groupe de théâtre musical Vietrock, qui sera ensuite mis en place au Théâtre Payró. Ils s'installent dans chez Medina, à l'Avenida Rivadavia dans le quartier de Once, et commencent à préparer un répertoire de classiques soul et blues en anglais, pensant que, à court terme, cela leur permettrait d'attirer une foule plus élargie à Buenos Aires et ses environs.

### Tiro de gracia

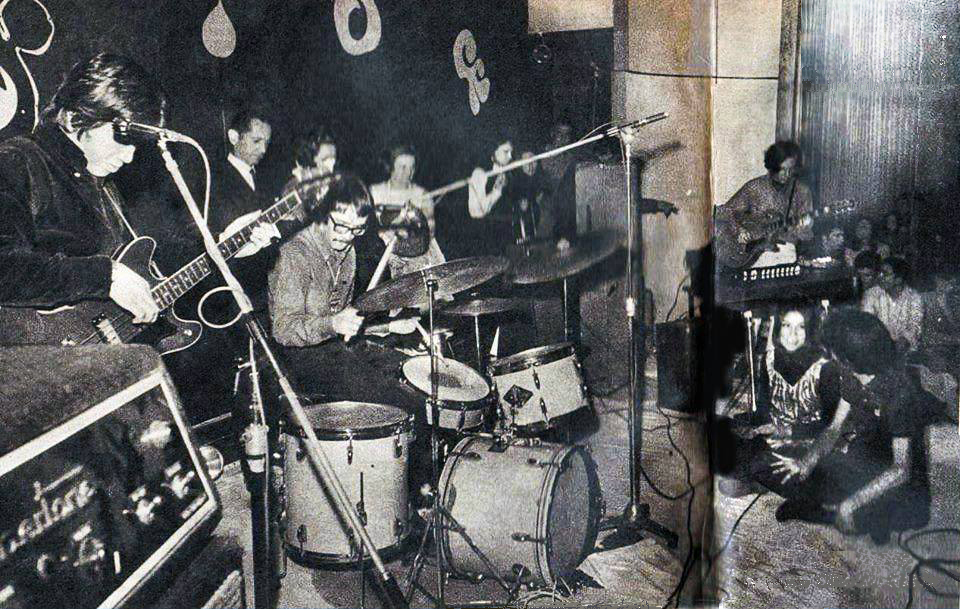
Manal en 1969, à la Facultad de Ciencias Exactas de Buenos Aires.

Au début de l'année 1968, Claudio Gabis, Javier Martínez, Emilio Kauderer et Rocky Rodríguez enregistrent une démo expérimentale dans le studio d'enregistrement de Jorge Tagliani. Gabis avait réservé des séances d'enregistrement en studio pour prouver ce que la formation pouvait apporter quelque chose de concret. Seul un disque est pressé mais perdu,  et aucune autre copie n'a été enregistrée.
Peu de temps après les sessions dans le studipo de Tagliani, Martínez est appelé pour jouer le personnage de Paco, dans le film Tiro de gracia, réalisé par Ricardo Becher, inspiré du livre de Sergio Mulet du même nom. À un certain moment pendant le tournage, Martinez révèle à Jorge Goldemberg qu'il avait un groupe musical qui enregistrait déjà quelques chansons. Goldemberg transmettra le message au réalisateur qui viendra à une répétition du groupe ; il décidera alors de confier au groupe la bande-son du film. Le groupe est  convoqué grâce aux connaissances de Goldemberg, pour participer à une pièce de théâtre Vietrock, au théâtre Payró. Ici, Gabis convainc Martinez d'appeler le bassiste Alejandro Medina pour rejoindre le groupe, complétant ainsi le trio musical de Gabis, Martinez et Medina,.
Le groupe signe au label indépendant Mandioca, avec qui ils enregistrent leur premier album, éponyme, sorti en 1970. Mais, avant la fin du tournage du film à la fin 1969,  Becher fait appel Manal pour enregistrer la bande-son. Le morceau central du film, Estoy en el infierno, est improvisé à partir d'expériences dans le studio de Tagliani. La chanson est réenregistrée ainsi que le reste de la bande-son dans les studios Phonal situés à Santa Fe et Coronel Díaz. Le trio compose également Tema del moderno et Zoo de Seigmund,.

### Mandioca
Manal entre en contact avec Jorge Álvarez (un homme d'affaires qui jouira d'un grand succès dans le secteur de l'édition), pendant une fête organisée dans la maison de Piri Lugones. C'est à cette fête que Claudio Gabis révèle à Javier Martínez un projet avec quelques lignes pour composer les paroles d'une future chanson, et une base musicale qu'il avait rassemblée. Martinez termine la chanson pendant la fête en moins d'une heure, sous le titre de Avellaneda Blues. Le groupe chantera cette chanson à Álvarez, impressionné, désirera produire le groupe
Après une tentative infructueuse chez CBS Records, Álvarez rejoint Pedro Pujó, Rafael López Sánchez et Javier Arroyuelo pour lancer Mandioca en 1968, avec pour slogan la madre de los chicos (« la mère de nos enfants »), le premier label de rock argentin, comme alternative pour les groupes de rock naissants marginalisés par les majors. Un concert est organisé pour fêter sa création le 12 novembre 1968 à la Sala Apolo, localisée dans la rue Corrientes à 13 h ; le concert fait participer Manal, Miguel Abuelo et la chanteuse Cristina Plate,. Les mois suivants, le label jouent dans d'autres salles de Buenos Aires,.
À la fin 1968, Mandioca édite un single de Manal : Qué pena me das avec Para ser un hombre más en face B.

### La bomba
Le single No pibe/Necesito un amor est bien accueilli par la presse spécialisée et le public ; le groupe augmente alors le nombre de ses performances, et annonce finalement la sortie d'un album studio.
L'album est enregistré, comme pour d'autres albums rock de groupes de cette période comme Almendra et Los Gatos, aux Estudios TNT situés au 900 Moreno al 900, près de l'Avenida 9 de Julio. La production est effectuée par le groupe chargés d'enregistrer tous les instruments : Javier Martínez au chant et à la batterie, Claudio Gabis à la guitare électrique, harmonica, au piano et à l'orgue Hammond, et Alejandro Medina à la basse, au chant, à la guitare espagnole, à l'orgue Hammond et au piano. Les ingénieurs du son sont Salvador et Tim Croatto, ancien membre de Los TNT et propriétaire du studio.
Une fois l'album publié, le magazine Rolling Stone Argentina, le classe troisième dans sa liste des « 100 meilleurs albums de rock argentin »,

### El leónet séparation
Les maisons de disques internationales, déjà convaincues des possibilités commerciales des groupes de rock progressif (auxquels qui avaient auparavant fermé leurs portes), décident de mettre fin aux labels indépendants qui leur faisaient concurrence en engageant à tout prix leurs meilleurs artistes. Pour diverses raisons, la relation entre les Manal et Mandioca s'est détériorée, et une offre opportune de la maison de disques RCA les a finalement convaincus d'émigrer vers une major. Manal signe avec RCA et entre aux Studios Ion pour enregistrer de nouvelles chansons.
Ils sortent alors le single Elena/Doña Laura, ainsi que l'album El León en 1971. À cause de problèmes personnels et professionnels, cependant, le groupe met un terme à ses activités à la fin de l'année.

### Post-séparation
Après le succès obtenu par le retour d'Almendra en 1980, Manal se réunit la même année, pour offrir plusieurs présentations à l'Estadio Obras Sanitarias les 9, 10, 16, 17 et 24 mai, devant près de 20 000 spectateurs.
34 ans depuis après sa réunion en 1980, le 1er octobre 2014, la formation originale de Manal, composée d'Alejandro Medina (basse et chant), Claudio Gabis (guitare électrique) et Javier Martínez (batterie et chant), se réunissent avec le producteur Jorge « Corcho » Rodríguez pour donner un concert privé à l'inauguration du pub Red House

## Discographie
- 1970 : Manal
- 1971 : El León
- 1981 : Reunión